# Joseph Vuillemin
Joseph Vuillemin (Bordeaux, 14 marzo 1883 – Lione, 23 luglio 1963) è stato un militare francese, capo di Stato Maggiore dell’Armée de l'air durante la seconda guerra mondiale.

## Biografia
Entrato nelle forze armate francesi nel 1904, nel 1913 ottiene il brevetto di pilota e allo scoppio della prima guerra mondiale viene nominato comandante di una squadriglia.
Nel febbraio 1918 viene promosso comandante di squadrone e, grazie a ben sette vittorie aeree, gli viene tributato il riconoscimento di asso dell'aviazione francese.
Dopo la fine della guerra Vuillemin viene trasferito in Algeria. Nel 1928 viene promosso colonnello e nel 1932 assume il comando delle operazioni aeree in Marocco.
Nel luglio 1937 entra a far parte del Consiglio Superiore dell'Aria e tre mesi dopo viene promosso generale di divisione aerea.
Nel febbraio 1938 Vuillemin viene nominato capo di stato maggiore dell'Aviazione e vicepresidente del Consiglio Superiore dell'Aviazione.

## La Seconda Guerra Mondiale
Allo scoppio della seconda guerra mondiale Vuillemin non riuscì a contrastare la schiacciante superiorità della Luftwaffe e il 24 giugno 1940, a seguito dell'armistizio di Compiègne, venne nominato Ispettore Generale dell'Aviazione.
Nel novembre 1940 chiese di essere collocato a riposo.